# Anne-Marie Pira
Anne-Marie Pira, född 6 februari 1955, är en friidrottare från Belgien. Hon deltog vid olympiska sommarspelen 1976.